# Санкції щодо Криму
Са́нкції що́до Кри́му — практика застосування політико-економічних санкцій міжнародним товариством щодо суб'єктів окупованого Росією Криму та кримської економіки, російських агентів, що орудують в Криму, та персональні санкції щодо осіб, причетних до «переходу» Криму з українського правового поля у неправове та російське. Складова міжнародних санкції щодо Росії.
Правовий режим функціонування Криму в умовах окупації визначено у Законі України «Про забезпечення прав і свобод громадян та правовий режим на тимчасово окупованій території України».

### Транспортно-енергетична та комінікаційна галузі
Європейський Союз заборонив фінансову підтримку транспортної, телекомунікаційної та енергетичної інфраструктури Криму та Севастополя. 30 липня 2014 вступили у силу обмеження:
- Заборонено надання будь-якої фінансової позики або кредиту, пов'язаних із створенням, придбанням або розвитком інфраструктури
- заборонено придбання акцій чи цінних паперів пайового характеру на підприємствах, створених в Криму чи Севастополі, які займаються перерахованими вище інфраструктурами. Також заборонено у цих же секторах створювати будь-які спільні проекти.
- заборонено придбання або розширення участі у підприємств і придбання акцій і цінних паперів пайового характеру, компаній в Криму чи Севастополі, які займаються експлуатацією нафти, газу або мінеральних ресурсів.  Аналогічна заборона стосується і спільних проектів у цій галузі.

Санкції не поширюються, якщо угода була укладена до 30 липня 2014 року або компетентний орган був проінформований за 10 робочих днів.